# Eparchia di Berlino e della Germania

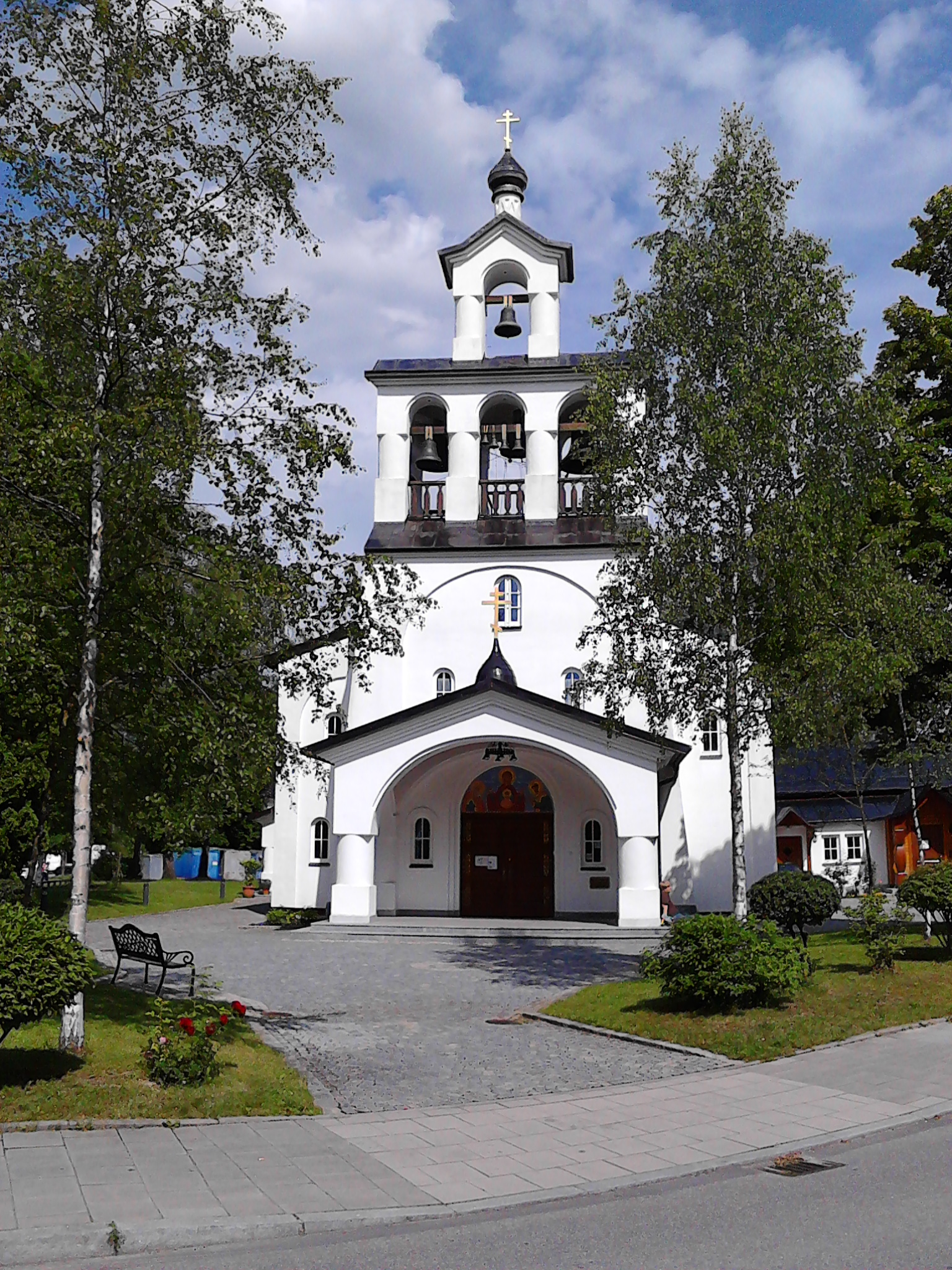
La cattedrale dei Santi Nuovi Martiri di Monaco di Baviera.

L'eparchia di Berlino e della Germania (in russo Берлинская и Германская епархия?; in tedesco Russische Orthodoxe Diözese des orthodoxen Bischofs von Berlin und Deutschland) è una eparchia della Chiesa ortodossa russa fuori dalla Russia (ROCOR) con giurisdizione sui fedeli di questa istituzione ecclesiastica della Chiesa ortodossa russa residenti in Germania, Austria, Danimarca e Svezia.
Sede eparchiale è la città di Monaco di Baviera, dove si trova la cattedrale dei Santi Nuovi Martiri e di San Nicola. A Berlino sorge la cattedrale della Protezione della Madre di Dio (Schutz der Gottesmutter).
L'eparchia è stata eretta nel mese di giugno 1926.
Sul territorio di questa eparchia esiste un'altra diocesi di tradizione russa, l'eparchia di Berlino e Germania, direttamente dipendente dal patriarca di Mosca e dal Santo Sinodo della Chiesa ortodossa russa.